# Спільна часткова власність
Спільна часткова власність — власність, право на яку мають дві і більше фізичні та (або) юридичні особи з визначенням у правоустановлюючих документах розміру часток власності кожного співвласника.
Визначення часток власності кожного співвласника регламентується відповідно до Цивільного кодексу України від 16.01.2003 р. № 435-IV (ЦК України).